# Алексеевское сельское поселение (Матвеево-Курганский район)
Алексеевское сельское поселение — муниципальное образование в Матвеево-Курганском районе Ростовской области. 
Административный центр поселения — село Алексеевка.

## Административное устройство
В состав Алексеевского сельского поселения входят:
- село Алексеевка,
- хутор Авило-Федоровка,
- село Александровка,
- посёлок Гвардейский,
- хутор Демидовка,
- посёлок Крынка,
- посёлок Надежда,
- посёлок Подлесный,
- хутор Степанов,
- село Шапошниково.

## Население
| 2010  | 2012  | 2013  | 2014  | 2015  | 2016  | 2017  |
| ----- | ----- | ----- | ----- | ----- | ----- | ----- |
| 4252  | ↘4173 | ↘4101 | ↘4044 | →4044 | ↗4066 | ↗4088 |
| 2018  | 2019  | 2020  | 2021  |       |       |       |
| ↘4003 | ↘3976 | ↘3900 | ↗3938 |       |       |       |